# Somewhere Down in Texas
Somewhere Down in Texas è il ventiduesimo album in studio del cantante country statunitense George Strait, pubblicato nel 2005.

## Tracce
1. If the Whole World Was a Honky Tonk – 4:07
2. Somewhere Down in Texas – 3:55
3. The Seashores of Old Mexico – 4:11
4. You'll Be There – 4:18
5. High Tone Woman – 2:52
6. Good News, Bad News (con Lee Ann Womack) – 3:22
7. Oh, What a Perfect Day – 3:29
8. Texas – 3:04
9. Ready for the End of the World – 3:51
10. She Let Herself Go – 3:18
11. By the Light of a Burning Bridge – 3:17